# 죽음의 승부
《죽음의 승부》(Bloodsport)는 미국에서 제작된 뉴트 아놀드 감독의 1988년 액션 영화이다. 장 끌로드 반담 등이 주연으로 출연하였고 마크 디설 등이 제작에 참여하였다.

## 출연

### 주연
- 장 끌로드 반담

### 조연
- 도널드 깁
- 레아 에이리스
- 양사